# Воробйова Наталія Віталіївна
Наталія Віталіївна Воробйова  (рос. Наталья Витальевна Воробьёва, 27 травня 1991, Тулун, Іркутська область) — російська борчиня, чемпіонка світу і Європи, олімпійська чемпіонка. Заслужений майстер спорту з вільної боротьби.

## Життєпис
Народилася в місті Тулун Іруктської області, мешкає в Санкт-Петербурзі.
Боротьбою почала займатися з 2007 року в Туркуні. Перший тренер — Каміль Джиганчін.
Чемпіонка Росії (2012 — до 72 кг; 2016 — до 69 кг).
У збірній команді Росії з 2012 року.
Тренери — Дмитро Герчегло, Раміль Ісламов.
Виступає за «Динамо» (Санкт-Петербург).

### Нагороди і визнання
У грудні 2019 року стала переможницею в номінації «Повернення року» за версією Об'єднаного світу боротьби. Воробйова повернулася в спорт після 2,5-річної перерви, пов'язаної з народженням дитини.
У 2013 році в Санкт-Петербурзі встановили пам'ятник Наталії Воробйовій.
З 2014 року в Іркутську проводиться турнір з жіночої боротьби імені Наталії Воробйової.
Нагороджена орденом Дружби (13 серпня 2012 року), медаллю ордена «За заслуги перед Вітчизною» I ступеня (25 серпня 2016 року).

## Спортивні результати на міжнародних змаганнях

### Виступи на Олімпіадах
| Змагання                    | Збірна | Вагова категорія          | Місце  |
| --------------------------- | ------ | ------------------------- | ------ |
| Літні Олімпійські ігри 2012 | Росія  | жіноча боротьба, до 72 кг | Золото |
| Літні Олімпійські ігри 2016 | Росія  | жіноча боротьба, до 69 кг | Срібло |

### Виступи на Чемпіонатах світу
| Змагання                        | Збірна | Вагова категорія          | Місце  |
| ------------------------------- | ------ | ------------------------- | ------ |
| Чемпіонат світу з боротьби 2013 | Росія  | жіноча боротьба, до 72 кг | Срібло |
| Чемпіонат світу з боротьби 2014 | Росія  | жіноча боротьба, до 69 кг | Бронза |
| Чемпіонат світу з боротьби 2015 | Росія  | жіноча боротьба, до 69 кг | Золото |
| Чемпіонат світу з боротьби 2019 | Росія  | жіноча боротьба, до 72 кг | Золото |

### Виступи на Чемпіонатах Європи
| Змагання                         | Збірна | Вагова категорія          | Місце  |
| -------------------------------- | ------ | ------------------------- | ------ |
| Чемпіонат Європи з боротьби 2012 | Росія  | жіноча боротьба, до 72 кг | Бронза |
| Чемпіонат Європи з боротьби 2013 | Росія  | жіноча боротьба, до 72 кг | Золото |
| Чемпіонат Європи з боротьби 2014 | Росія  | жіноча боротьба, до 69 кг | Золото |
| Чемпіонат Європи з боротьби 2020 | Росія  | жіноча боротьба, до 72 кг | Золото |

### Виступи на Європейських іграх
| Змагання              | Збірна | Вагова категорія          | Місце  |
| --------------------- | ------ | ------------------------- | ------ |
| Європейські ігри 2015 | Росія  | жіноча боротьба, до 69 кг | Бронза |
| Європейські ігри 2019 | Росія  | жіноча боротьба, до 76 кг | 5      |

### Виступи на Кубках світу
| Змагання                    | Збірна | Вагова категорія          | Місце  |
| --------------------------- | ------ | ------------------------- | ------ |
| Кубок світу з боротьби 2010 | Росія  | жіноча боротьба, до 72 кг | Срібло |
| Кубок світу з боротьби 2012 | Росія  | жіноча боротьба, до 72 кг | 5      |
| Кубок світу з боротьби 2014 | Росія  | жіноча боротьба, до 69 кг | Срібло |
| Кубок світу з боротьби 2015 | Росія  | жіноча боротьба, до 69 кг | Срібло |

### Виступи на інших змаганнях
| Змагання                                            | Збірна | Вагова категорія          | Місце  |
| --------------------------------------------------- | ------ | ------------------------- | ------ |
| Гран-прі Німеччини з боротьби 2009                  | Росія  | жіноча боротьба, до 72 кг | Срібло |
| Гран-прі Німеччини з боротьби 2010                  | Росія  | жіноча боротьба, до 72 кг | 12     |
| Золотий Гран-прі з боротьби 2011 (Красноярськ)      | Росія  | жіноча боротьба, до 72 кг | Бронза |
| Гран-прі Туркуена з боротьби 2011                   | Росія  | жіноча боротьба, до 72 кг | Срібло |
| Гран-прі Німеччини з боротьби 2011                  | Росія  | жіноча боротьба, до 72 кг | Золото |
| Золотий Гран-прі з боротьби 2011 (Баку)             | Росія  | жіноча боротьба, до 72 кг | Срібло |
| Trophee Milone 2011                                 | Росія  | жіноча боротьба, до 72 кг | Золото |
| Helsinki Open 2011                                  | Росія  | жіноча боротьба, до 72 кг | Золото |
| Відкритий чемпіонат Монголії з боротьби 2012        | Росія  | жіноча боротьба, до 72 кг | Золото |
| Золотий Гран-прі з боротьби 2012 (Красноярськ)      | Росія  | жіноча боротьба, до 72 кг | Бронза |
| Золотий Гран-прі з боротьби 2012 (Кліппан )         | Росія  | жіноча боротьба, до 72 кг | Золото |
| Вогні Москви 2012                                   | Росія  | жіноча боротьба, до 72 кг | Бронза |
| Гран-прі «Іван Яригін» 2013                         | Росія  | жіноча боротьба, до 72 кг | Золото |
| Klippan Lady Open 2013                              | Росія  | жіноча боротьба, до 72 кг | Золото |
| Гран-прі Іспанії з боротьби 2013                    | Росія  | жіноча боротьба, до 72 кг | Золото |
| Міжнародний турнір Олімпія 2013                     | Росія  | жіноча боротьба, до 72 кг | Золото |
| Меморіал Вацлава Циолковського 2013                 | Росія  | жіноча боротьба, до 72 кг | Бронза |
| Всесвітні ігри бойових мистецтв 2013                | Росія  | жіноча боротьба, до 72 кг | Золото |
| Золотий Гран-прі з боротьби 2013 (Баку)             | Росія  | жіноча боротьба, до 72 кг | Золото |
| Гран-прі «Іван Яригін» 2014                         | Росія  | жіноча боротьба, до 69 кг | Золото |
| Відкритий чемпіонат Польщі з боротьби 2014          | Росія  | жіноча боротьба, до 69 кг | Золото |
| Вогні Москви 2014                                   | Росія  | жіноча боротьба, до 69 кг | Золото |
| Гран-прі «Іван Яригін» 2015                         | Росія  | жіноча боротьба, до 69 кг | Золото |
| Гран-прі Німеччини з боротьби 2015                  | Росія  | жіноча боротьба, до 69 кг | Золото |
| Золотий Гран-прі з боротьби 2015                    | Росія  | жіноча боротьба, до 69 кг | Золото |
| Тестовий турнір UWW 2016                            | Росія  | жіноча боротьба, до 69 кг | Бронза |
| Чемпіонат Росії з боротьби 2016                     | Росія  | жіноча боротьба, до 69 кг | Золото |
| Гран-прі Іспанії з боротьби 2016                    | Росія  | жіноча боротьба, до 69 кг | Срібло |
| Henri Deglane Challenge 2019                        | Росія  | жіноча боротьба, до 76 кг | Бронза |
| Гран-прі Німеччини з боротьби 2019                  | Росія  | жіноча боротьба, до 76 кг | Золото |
| Чемпіонат Росії з боротьби 2019                     | Росія  | жіноча боротьба, до 76 кг | Золото |
| Турнір міста Сассарі з боротьби 2019                | Росія  | жіноча боротьба, до 76 кг | Срібло |
| Відкритий чемпіонат Польщі з боротьби 2019          | Росія  | жіноча боротьба, до 76 кг | Золото |
| Всесвітні ігри військовослужбовців 2019             | Росія  | жіноча боротьба, до 76 кг | Золото |
| Турнір Маттео Пелліцоне 2020                        | Росія  | жіноча боротьба, до 76 кг | Бронза |
| Олімпійський кваліфікаційний турнір з боротьби 2021 | Росія  | жіноча боротьба, до 76 кг | Золото |

### Виступи на змаганнях молодших вікових груп
| Змагання                                       | Збірна | Вагова категорія           | Місце  |
| ---------------------------------------------- | ------ | -------------------------- | ------ |
| Чемпіонат Європи з боротьби серед кадетів 2007 | Росія  | жіноча боротьба, до 65 кг  | Золото |
| Чемпіонат Європи з боротьби серед кадетів 2008 | Росія  | жіноча боротьба, до 70. кг | Золото |
| Чемпіонат Європи з боротьби серед юніорів 2009 | Росія  | жіноча боротьба, до 72 кг  | Золото |
| Чемпіонат світу з боротьби серед юніорів 2009  | Росія  | жіноча боротьба, до 72 кг  | Золото |
| Чемпіонат Європи з боротьби серед юніорів 2010 | Росія  | жіноча боротьба, до 72 кг  | Золото |
| Чемпіонат світу з боротьби серед юніорів 2010  | Росія  | жіноча боротьба, до 72 кг  | Золото |
| Чемпіонат Європи з боротьби серед юніорів 2011 | Росія  | жіноча боротьба, до 72 кг  | Золото |
| Чемпіонат світу з боротьби серед юніорів 2011  | Росія  | жіноча боротьба, до 72 кг  | Золото |